# Szudán etnikumai
| Etnikumok | Nyelv                    | Számuk          | terület                                                                      |
| Acholi | Acholi                   | 30 000–50 000   | Dél-Szudán/Uganda (Acholiföld)                                               |
| Anuak (Anyuak, Anywak) | Anyua                    | 100 000         | Dél-Szudán/Etiópia                                                           |
| Azande (Zande) | Azande                   | 350 000         | Délnyugat-Szudán, Kongói Demokratikus Köztársaság, Közép-afrikai Köztársaság |
| Baggara (Baqqara) - Misseriya - Rizeigat | Arab                     | 452 000 303 000 | Észak-Szudán (Kurdufan, Dárfúr) ill. Száhel-övezet                           |
| Bari | Bari                     | 60 000–70 000   | Délkelet-Szudán (Juba körül)                                                 |
| Bedzsa (Beja) - Ababda - Beni Amer - Bisharin - Hadendoa (Hadendowa) - Hedareb                                                                          | Bedzsa (Bedawi)          | 951 000         | Kelet-Szudán/Egyiptom, Etiópia, Eritrea                                      |
| Berta (Beni Shangul) | Berta                    | 22 000          | Dél-Szudán/Etiópia                                                           |
| Berti | Berti                    | 252 000         | Dárfúr, Kurdufan                                                             |
| Burun (Maban) | ?                        | 100 000         | Dél-Szudán                                                                   |
| Daju (Dajo, Dadschu) | Daju                     | 161 750         | Dárfúr, Dél-Szudán és Csád                                                   |
| Didinga (Xaroxa) | Murle-Didinga            | 60 000          | Dél-Szudán                                                                   |
| Dinka (Jieng, Muonyjang) - Agier - Aliab - Alor - Bor - Ciec - Gok - Hol - Luac - Malual (Malwal) - Ngok - Nyarweng - Rek - Renk - Ruweng - Thoi - Twic | Dinka                    | 2,5–3 Millió.   | Dél-Szudán (Bahr al-Ghazal, Abyei)                                           |
| Dongotono (Dongotona) | Dongotono                | 6 200           | Dél-Szudán                                                                   |
| Fulbe | Fulfulde                 | 90 000          | Szudán/Nyugat-afrikai államok                                                |
| Fur | Fur                      | 500 000         | Dárfúr                                                                       |
| Gumuz | Gumuz                    | 40 000          | Dél-Szudán (Fazogli)/Etiópia                                                 |
| Hausza-Fulani | Hausza                   | 489 000         | Észak-Szudán/Nyugat-afrikai államok                                          |
| Ingessana (Gaam, Tabi) | Gaam                     | 67 000          | A Kék- és a Fehér-Nílus között                                               |
| Kakwa | Kakwa (Bari Kakwa)       | 40 000          | Dél-Szudán/Kongói Demokratikus Köztársaság, Uganda                           |
| Kanuri | Kanuri                   | 195 000         | Észak-Szudán/Nigéria, Csád, Kamerun, Niger                                   |
| Kusita | ?                        | ?               | Észak-Szudán                                                                 |
| Maba | Maba                     | 52 000          | Szudán/Csád                                                                  |
| Masalit | Masalit                  | 173 810         | Dárfúr/Csád                                                                  |
| Murle | Murle                    | 300 000–400 000 | Dél-Szudán (Dzsunqali)/Etiópia                                               |
| Ndogo | Ndogo                    | 23 000          | Dél-Szudán                                                                   |
| Nilota (Acholi, Anuak, Bari, Dinka, Lango, Lotuko, Shiluk, Toposa)                                                                                      | nilota                   |                 | Dél-Szudán/Kelet-Afrika                                                      |
| Nuba - Dilling - Heiban - Kadaru - Kanga - Karko - Katla - Keiga - Koalib - Krongo - Logol - Mesakin - Moro - Nyimang - Otoro - Taqali - Talodi - Tira  | különböző núbiai nyelvek | 1 millió felett | Nubaberge                                                                    |
| núbiai | núbiai                   | 222 000         | Észak-Szudán/Egyiptom                                                        |
| Nuer (Naath) - Bul - Dok - Gawaar - Jagei - Jaikany - Jikany - Leek - Lou - Nyuong                                                                      | Nuer                     | 2 Millió        | Dél-Szudán/Etiópia                                                           |
| Rashaida | Arab                     | 83 000          | Kelet-Szudán/Eritrea                                                         |
| Schilluk (Shuluk, Chollo) | Schilluk                 | 500 000         | Malakal körül, A Fehér-Nílusnál                                              |
| Szomáliak | Szomáli                  | 1300            | Szudán/Szomália, Kenya, Etiópia, Dzsibuti                                    |
| Surma (Suri) | Surma                    | 1000            | Délkelet-Szudán/Etiópia                                                      |
| Toposa | Toposa                   | 700 000–750 000 | Dél-Szudán (Kapoita körül)                                                   |
| Zaghawa | Zaghawa                  | 102 000         | Dárfúr/Csád                                                                  |